# Tropasteron yeatesi
Tropasteron yeatesi là một loài nhện trong họ Zodariidae.
Loài này thuộc chi Tropasteron. Tropasteron yeatesi được B.C.Baehr miêu tả năm 2003.